# Kuittasjärvi
Kuittasjärvi är en sjö i Övertorneå kommun i Norrbotten och ingår i Torneälvens huvudavrinningsområde. Sjön har en area på 2,92 kvadratkilometer och ligger 75,1 meter över havet. Kuittasjärvi ligger i Torne och Kalix älvsystem Natura 2000-område. Sjön avvattnas av vattendraget Kuittasjoki (Jylhäjoki). Småorten Kentänpää ligger vid sjöns östra strand.

## Delavrinningsområde
Kuittasjärvi ingår i det delavrinningsområde (741880-185438) som SMHI kallar för Utloppet av Kuittasjärvi. Medelhöjden är 122 meter över havet och ytan är 16,48 kvadratkilometer. Räknas de 20 avrinningsområdena uppströms in blir den ackumulerade arean 274,19 kvadratkilometer. Kuittasjoki (Jylhäjoki) som avvattnar avrinningsområdet har biflödesordning 2, vilket innebär att vattnet flödar genom totalt 2 vattendrag innan det når havet efter 119 kilometer. Avrinningsområdet består mestadels av skog (70 procent). Avrinningsområdet har 2,93 kvadratkilometer vattenytor vilket ger det en sjöprocent på 17,8 procent. Bebyggelsen i området täcker en yta av 0,33 kvadratkilometer eller 2 procent av avrinningsområdet.